# Gå, Sion, din konung att möta
Gå, Sion, din konung att möta är en adventspsalm av Erik Nyström från 1893. Psalmen har nummer 108 i 1986 års svenska psalmbok och nummer 9 i den finska evangelisk-lutherska kyrkans psalmbok. Psalmens fem strofer handlar om den allmänneliga kyrkans tro rörande Jesu liv alltifrån hans tillvaro av evighet hos Fadern, hans födelse i stallet till korsfästelsen, hans återuppståndelse och framtida återkomst. Själva det egentliga adventstemat (strö "palmer på väg för Messias") finns egentligen bara i första strofen, men advent i vidare bemärkelse (advent=ankomst) lyser fram i varje strof ("han kommer, han kommer"). Även andra versen innehåller referenser till julen ("och lägges på strå i ett stall"), en högtid som advent ofta ses som inledningen på.
Psalmen är enligt Oscar Lövgren till en del, och särskilt vad gäller refrängen, beroende av Mary Elisabeth Servoss' hymn "Be glad in the Lord, and rejoice", som har refrängen "Rejoice! Rejoice! Be glad in the Lord and rejoice!" Ändå är olikheterna så stora att den svenska psalmen räknas som ett av Erik Nyströms få original, då han annars mest gjorde mer regelrätta översättningar.
Melodi av James McGranahan 1881 i G-(alt. Ass-)dur, 4/4, komponerad för Mary Elisabeth Servoss' text.

## Koralbearbetningar

### Orgel
- Gå Sion, din konung att möta av Per Gunnar Petersson, hämtad ur Lux Betlehem, advents- och julmusik.[3]
- Gå Sion, din konung att möta av Göte Widlund, hämtad ur Lux Betlehem, advents- och julmusik.[3]

## Publicerad i
- Svenska Missionsförbundets sångbok 1903 som nummer 28"[4]
- Svensk söndagsskolsångbok 1908 som nr 19 under rubriken "Adventssånger"
- Svenska Missionsförbundets sångbok 1920 som nr 79 under rubriken "Jesu födelse"
- Svenska Frälsningsarméns sångbok 1922 som nr 22 under rubriken "Högtider, Advent"
- Svensk söndagsskolsångbok 1929 som nr 33 under rubriken "Advents- och julsånger"
- Frälsningsarméns sångbok 1929 som nr 537 under rubriken "Högtider och särskilda tillfällen - Jul"
- Musik till Frälsningsarméns sångbok 1930 som nr 537
- Sionstoner 1935 som nr 149 under rubriken "Advent", har samma textvariant som Lova Herren (med undantag av "tills" i sista versen), men har även med vers 4.
- Förbundstoner 1957 som nr 37 under rubriken "Guds uppenbarelse i Kristus: Advent"
- Segertoner 1960 som nr 122
- Frälsningsarméns sångbok 1968 som nr 582 under rubriken "Högtider - Advent".
- Nr 108 i den ekumeniska delen av den svenska psalmboken (dvs psalm 1-325 i Den svenska psalmboken 1986, Cecilia 1986, Psalmer och Sånger 1987, Segertoner 1988 och Frälsningsarméns sångbok 1990) under rubriken "Advent".
- Finlandssvenska psalmboken 1986 som nr 9 under rubriken "Advent"
- Lova Herren 1988 som nr 91 under rubriken "Advent". Fjärde versen inte med och varje vers på sitt eget sätt
- Sångboken 1998 som nr 37
- Hela familjens psalmbok 2013 som nummer 70 under rubriken "Hela året runt".[5]

### Fotnoter
1. ↑  Mia Gustavsson (27 november 2005). ”Advent”. Bulldozer. Arkiverad från originalet den 4 mars 2016. https://web.archive.org/web/20160304104645/http://www.bulldozer.nu/intryck/advent.html. Läst 25 november 2015.
2. ↑  ”Gå Sion din konung att möta”. Evangelisk-lutherska kyrkan i Finland. Arkiverad från originalet den 26 november 2015. https://web.archive.org/web/20151126070645/http://evl.fi/Psalmbok.nsf/30a7d6618ce6ab81c2256ca80040e996/9d5ea4a09f2aafe8c22577120026634a?OpenDocument. Läst 25 november 2015.
3. 1 2  Petersson, Per Gunnar (2019). Lux Betlehem : advents- och julmusik för orgel. Stockholm: Gehrmans musikförlag. Libris 8lcl6l7w6f9bf9l5. ISBN 9789177484011
4. ↑  ”Gå, Sion, din konung att möta”. Svenska Missionsförbundets sångbok 1903. 6 mars 1903. https://runeberg.org/smfsang/0040.html. Läst 29 november 2015.
5. ↑   Hela familjens psalmbok. Örebro: Libris. 2013. Libris 14011849. ISBN 9789173872997